# Hilazon Tachtit

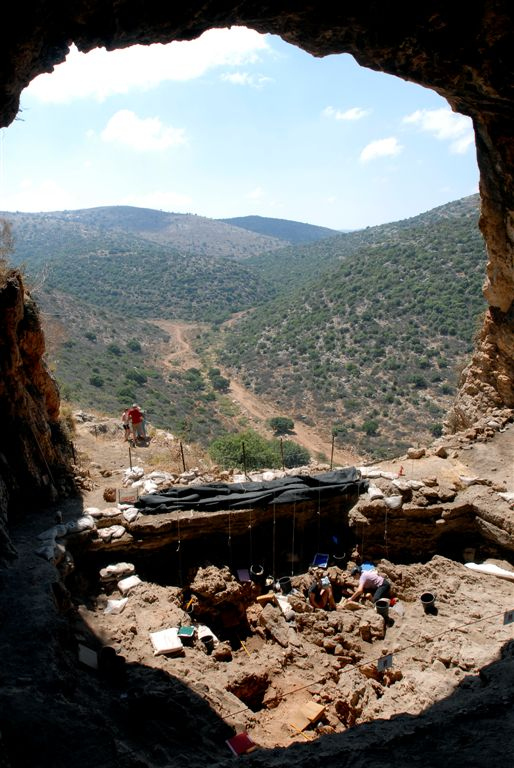
Hilazon Tachtit

In der Höhle von Hilazon Tachtit (hebräisch מְעָרַת חִלָּזוֹן תַּחְתִּית Məʿarat Chillasōn Tachtīt, deutsch ‚Untere Höhle der Schnecke‘, Plene: … חילזון …), etwa 14,0 Kilometer von der Mittelmeerküste im westlichen Galiläa im Norden Israels, haben Wissenschaftler etwa 25 Bestattungen des Natufiens gefunden. Herausragender Fund waren die 12.000 Jahre alten Überreste einer etwa 45 Jahre alten und 1,5 Meter großen Frau in einem Einzelgrab, während die anderen Bestattungen in Gemeinschaftsgräbern gefunden wurden.

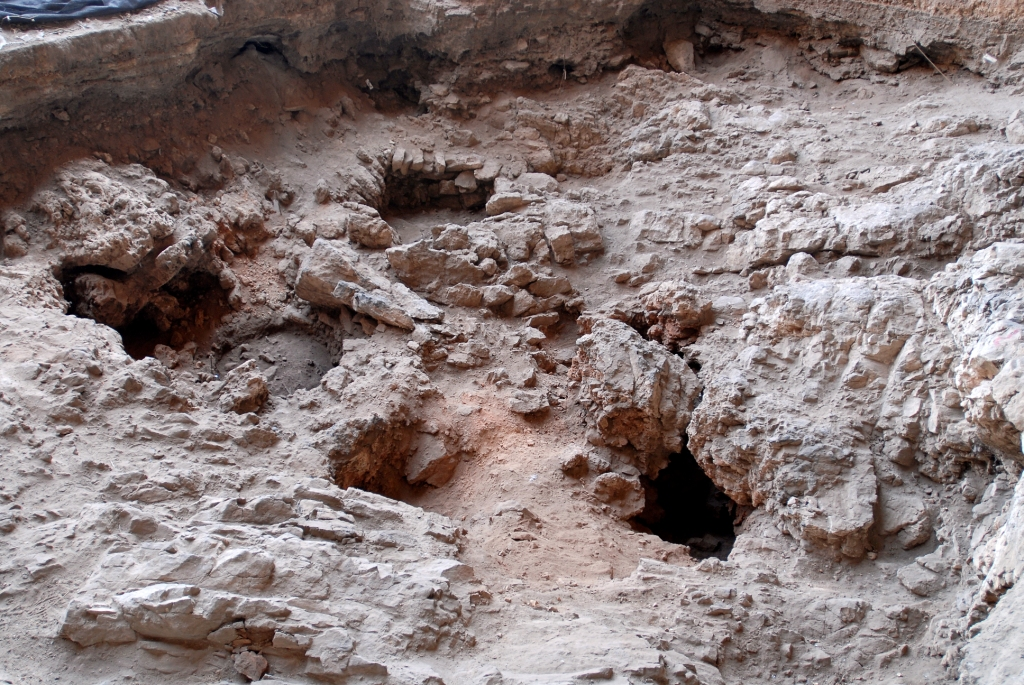
Hilazon Tachtit Grabung

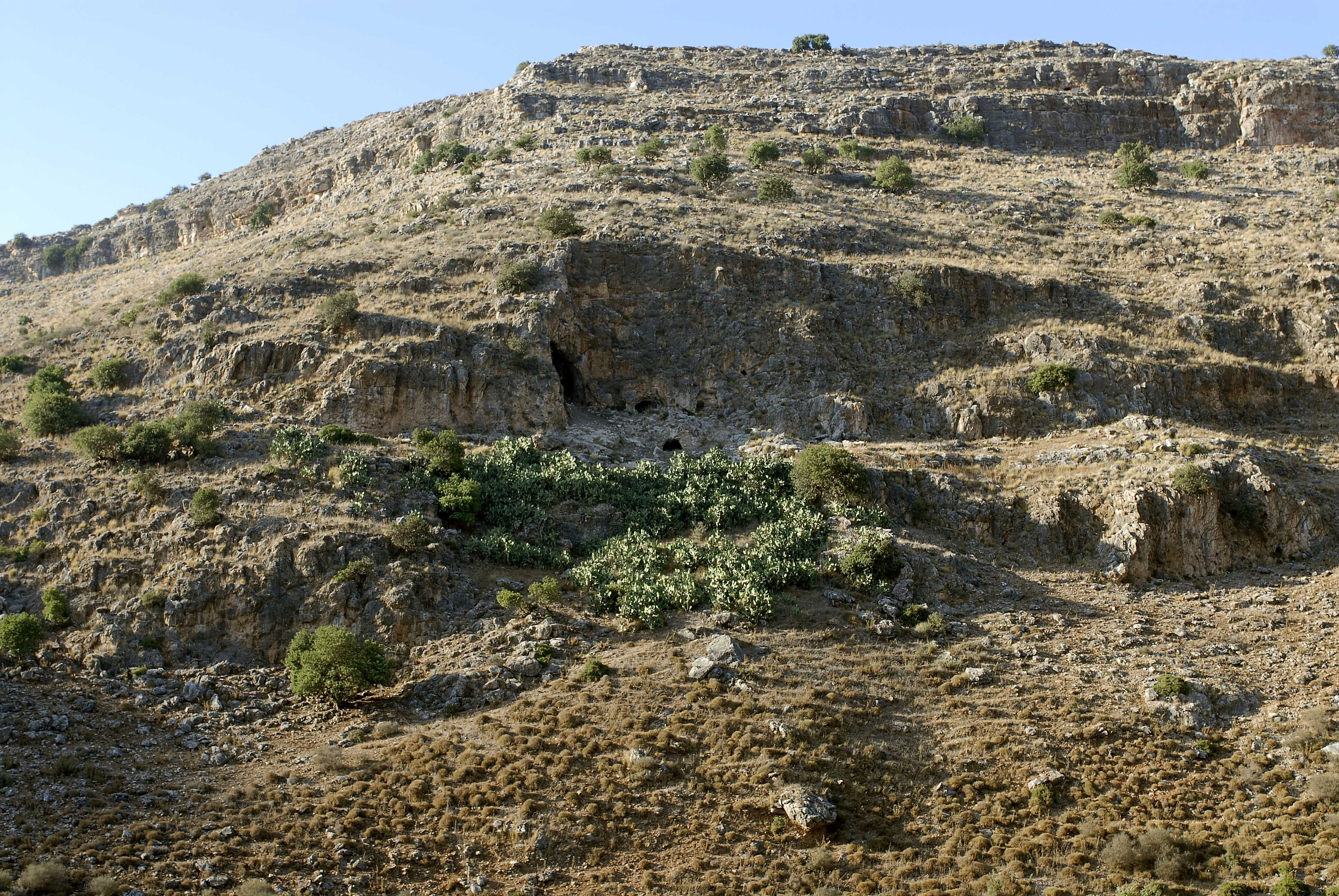
Hilazon Tachtit

Das Einzelgrab besteht aus einer ovalen, in das harte Gestein geschlagenen Mulde, die im unteren Bereich mit Lehm bedeckt ist. Die Wände sind mit Kalksteinplatten ausgekleidet. Die Tote wurde mit dem Rücken zur Wand, die Beine angewinkelt ähnlich wie im Schneidersitz, gebettet und mit zehn größeren Steinen bedeckt. Das Grab war mit einem dreieckigen Kalksteinblock verschlossen. Die Grabbeigaben bestanden aus etwa 50 Schildkrötenpanzern, zwei Marderschädeln, Flügelknochen eines Steinadlers, Wildschweinknochen, einem Rinderschwanz, sowie einem menschlichen Fuß und Fragmenten einer Basaltschale.
Nach Ansicht von Leore Grosman von der Hebräischen Universität Jerusalem handelt es sich um eine Schamanin. Neben der Art der Beigaben spreche die Verkrüppelung der Frau für diese These. Verformungen der Knochen der Toten ließen darauf schließen, dass sie von Geburt an eine Gehbehinderung gehabt habe. Grosmans Interpretation wurde von Mina Evron von der Universität Haifa als „farbig“ zurückgewiesen.